# مت بوین
مت بوین (انگلیسی: Matt Bevin؛ زادهٔ ۹ ژانویهٔ ۱۹۶۷) بیزنسمن آمریکایی و فرماندار منتخب کنتاکی است. او از سال ۲۰۱۱ به عنوان رئیس شرکت تولیدی بوین برادرز مشغول به کار بوده‌است. بوین نامزد جمهوری‌خواه و رقیب اصلی رهبر اقلیت سنا میچ مکانل در انتخابات ۲۰۱۴ سنای کنتاکی بود که از او شکست خورد. در سال ۲۰۱۵، او با پیروزی در انتخابات فرمانداری کنتاکی بر رقیب دمکرات خود، جک کانوی، به فرمانداری کنتاکی برگزیده شد.
بوین و همسرش گلنا نه فرزند دارند که چهارتایشان را از اتیوپی به فرزندخواندگی پذیرفته‌اند.